# 帕尔米主教座堂

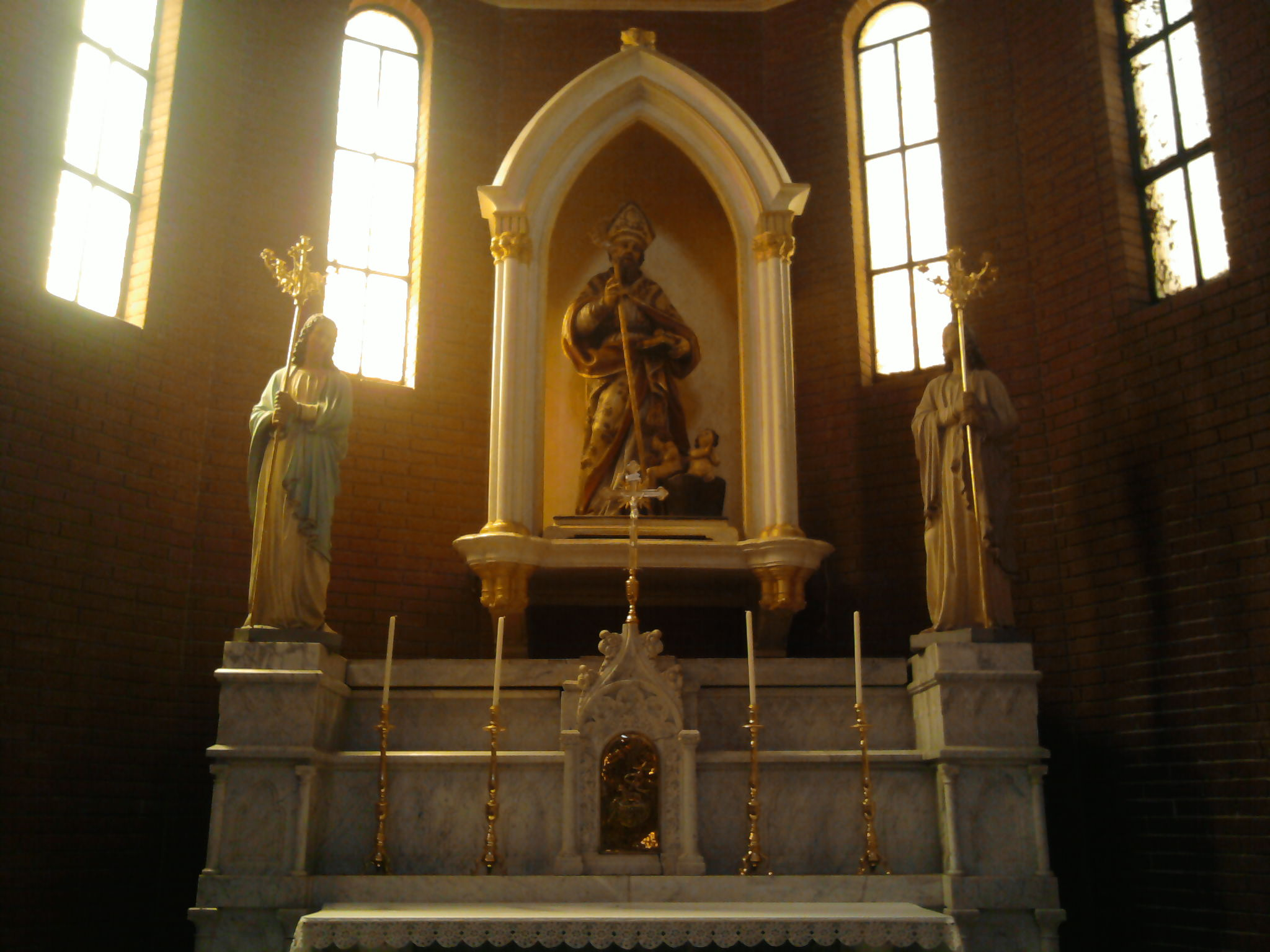
后殿

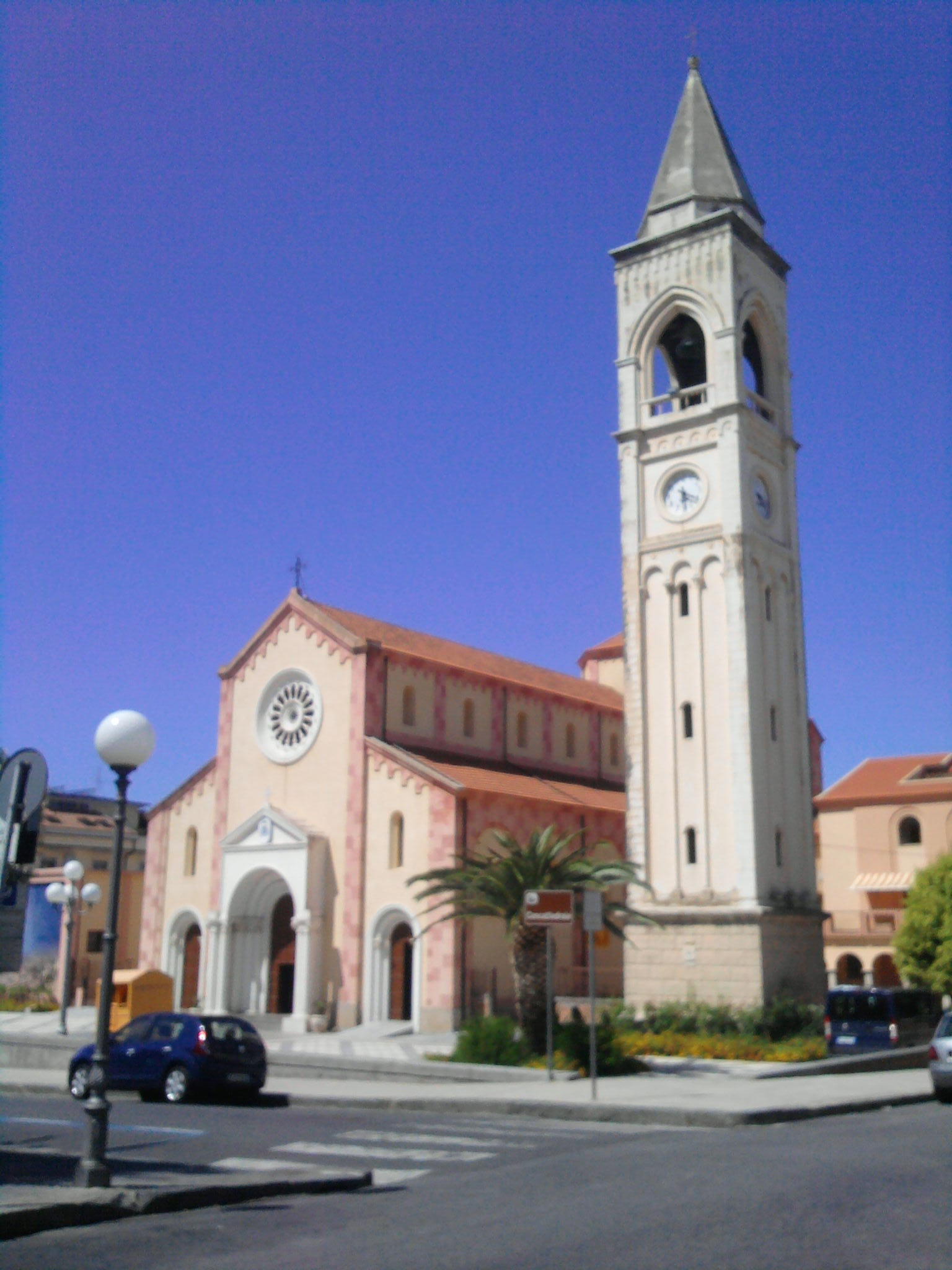
立面

帕尔米圣尼各老副主教座堂（義大利語：Concattedrale di Palmi, Chiesa di San Nicola)位于意大利卡拉布里亚大区的帕尔米，为天主教奧皮多馬梅爾蒂納-帕爾米教區的副主教座堂。

## 历史
该堂曾经在1783年、1894年和1908年毁于地震。目前的圣尼各老堂于1932年开放。
1979年6月10日，天主教奧皮多馬梅爾蒂納-帕爾米教區调整为天主教奧皮多馬梅爾蒂納-帕爾米教區，圣尼各老堂遂成为该教区的副主教座堂。

## 建筑
该堂为罗曼复兴风格.正立面左侧设一钟楼。
该堂为拉丁十字平面，有一个中殿、二个走道、两个后殿，分别供奉帕尔米的主保圣人圣尼各老，和圣心。
两侧走道的墙上，有壁画“圣若瑟与圣婴”（1892年）、“圣方济各”（1932年）、木雕“圣若瑟与圣婴”（18世纪）、木雕“圣母升天”（18世纪）。大理石正祭台上是古老的圣母像（1774年）。